# Jeroen Kampschreur
Jeroen Kampschreur (* 9. April 1999 in Leiderdorp) ist ein niederländischer paralympischer Skirennläufer. Kampschreur wurde ohne Schienbeine geboren, was dazu führte, dass ihm im Alter von einem Jahr beide Beine oberhalb des Knies amputiert werden mussten.

## Karriere
Kampschreur spielte Rollstuhlbasketball und vertrat die Niederlande bei Wettbewerben auf U18- und U22-Niveau. Er entschied sich dann aber dafür, sich auf Para-Alpinski zu konzentrieren.

### Winter-Paralympics
Kampschreur nahm an den Winterparalympics 2018 teil, wo er eine Goldmedaille in der Superkombination der Männer gewann. Diese Leistung machte ihn zum ersten niederländischen Athleten, der bei den Paralympics eine Medaille im Para-Alpin-Skifahren gewann. Er wurde zum Fahnenträger während der Abschlusszeremonie gewählt. Bei den Winter-Paralympics 2022 in Peking, China, gewann er die Silbermedaille in der Super-Kombination.

### Para-Alpin-Weltmeisterschaften
Er gewann drei Goldmedaillen bei den Alpinen Para-Skiweltmeisterschaften 2017 (Slalom, Super-Kombination, Riesenslalom) in Tarvisio, Italien. Bei den Weltmeisterschaften 2019 gewann er Abfahrt, Super-G, Riesenslalom, Slalom und Super-Kombination. Bei der Weltmeisterschaft 2021 im Lillehammer erreichte er Gold im Super-G und Silber in der Abfahrt. Die Weltmeisterschaft 2023 beendete er mit Silber im Super-G und im Riesenslalom sowie Bronze in der Abfahrt und in der Super-Kombination.

## Auszeichnungen
- Kampschreur ist Botschafter der Johan Cruyff Foundation in den Niederlanden.
- Am 23. März 2018 wurde Kampschreur im Orden von Oranien-Nassau zum Ritter geschlagen[1].